# Pitons
Pitons je pojmenování pro dva vrcholky vulkanického původu na ostrově Svatá Lucie. Nacházejí se na jihozápadě ostrova, zhruba 21 km od hlavního města Castries. Tvoří nejvýraznější přírodní dominantu celého ostrova a jsou jednou z nejvýznamnějších turistických atrakcí tohoto malého karibského státu. Vrcholky se jmenují Gros Piton (česky Velký Piton; nadmořská výška 770 m n. m.) a Petit Piton (Malý Piton, výška 743 m n. m.). Nejvyšším vrcholem ostrova je však Mount Gimie (950 m n. m.).
Lokalita byla v roce 2004 zapsána do seznamu světového dědictví UNESCO v rozsahu 2909 ha. Z této souhrnné plochy zaujímá 467 ha chráněná oblast přímo v okolí vrcholků, dalších 1567 ha připadá na pozemky v okolí přírodní rezervace, 875 ha tvoří vodní plocha. Nachází se zde mnoho druhů fauny a flory, což z celé lokality dělá místo s vysokou biodiverzitou.

## Symbolika
Oba vrcholy Pitons jsou, spolu s nejvyšší horu ostrova Mount Gimie, symbolicky zobrazeny na svatolucijské vlajce.

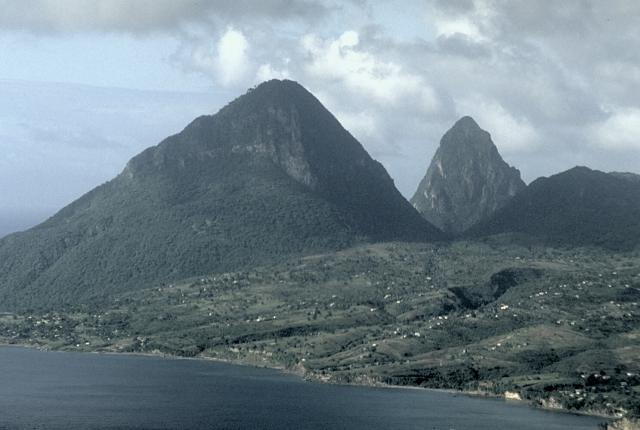
V popřadí Gros Pitons, v pozadí Petit Piton
Vlajka Svaté Lucie Poměr stran: 1:2
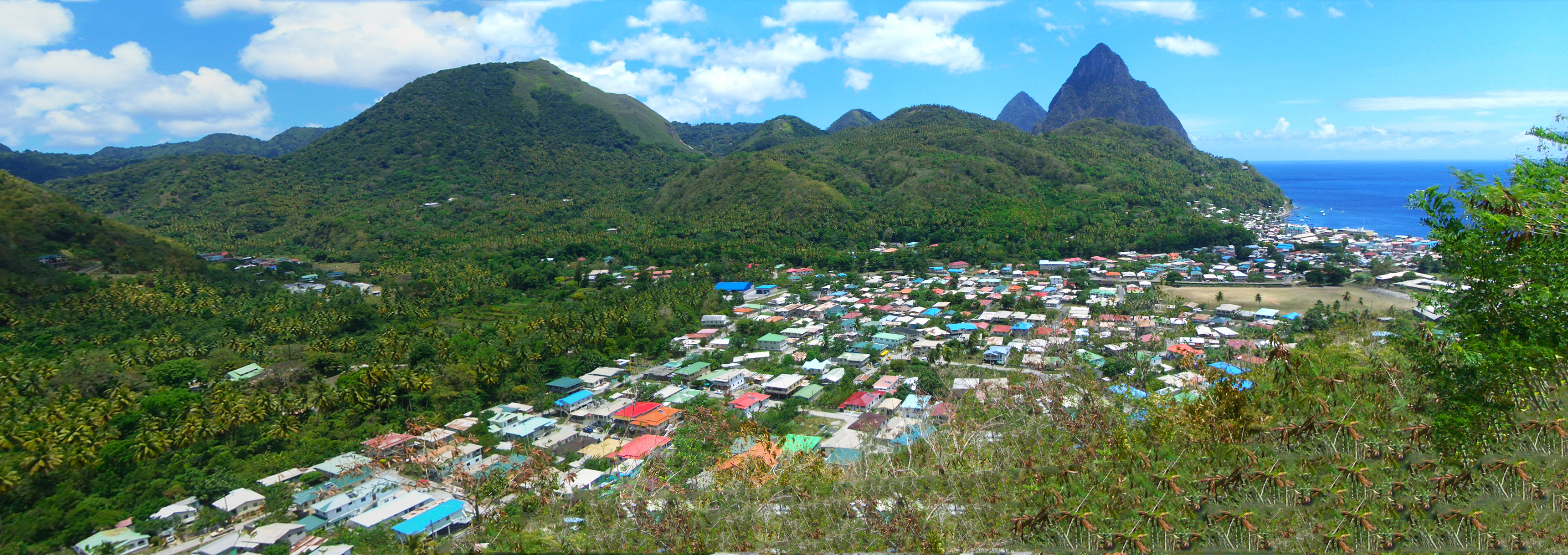
Obec Soufrière, v pozadí vrcholy Pitons
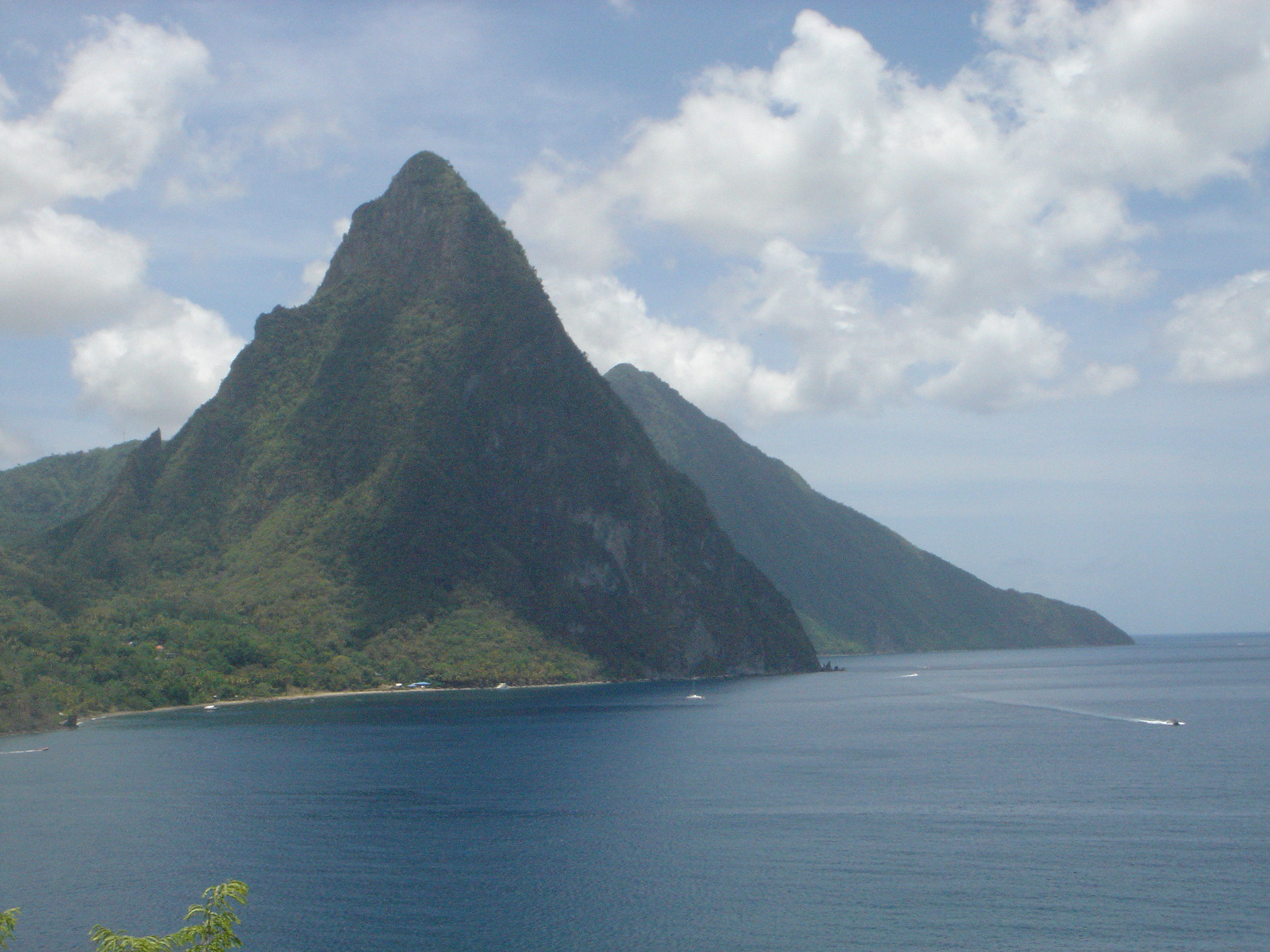
V popřadí Petit Pitons, v pozadí Gros Piton